# 安杰洛·穆索内
安杰洛·穆索内（義大利語：Angelo Musone，1963年3月1日—），意大利男子拳击运动员。他曾代表意大利参加1984年夏季奥林匹克运动会拳击比赛，获得男子重量级铜牌。